# Брестовица (сорт грозде)
Вижте пояснителната страница за други значения на Брестовица.
Брестовица е бял десертен раннозреещ сорт грозде. Селектиран е през 1961 г. в Института по лозарство и винарство - гр.Плевен от Й.Иванов, В.Вълчев, К.Стоев и З.Занков чрез кръстосване на сортовете Италия и Янтар. Утвърден е от през 1982 г. Разпространен е на малки площи в почти всички лозарски райони на България.
Гроздовете са средно големи, конични, често крилати с едно крило, полусвити до рехави. Зърната са много едри, с продълговатоцилиндрична форма и към върха заоблени. Кожицата е дебела, еластична, жълто-зелена до кехлибареножълта, с дебел слой восъчен налеп. Консистенцията е месеста, сочна. Вкусът е приятен и хармоничен, с лек мискетов аромат.
Брестовица е едроплоден, ранозреещ десертен сорт грозде. Гроздето му узрява през втората половина на август. Той е силно растящ, с добра родовитост и висока добивност. Склонен е към изресяване и милерандаж. Особено чувствителен е към оидиум. Лозите са слабо устойчиви на ниски зимни температури. Гроздето е сравнително устойчиво на напукване и сиво гниене. За Брестовица са подходящи по-богати и дълбоки, леки по механичен състав почви при поливни условия.
Гроздето е устойчиво за транспортиране и съхранение. Сортът има ценни стопански качества и е включен в Националната сортова листа на България като основен за производство на десертно грозде.